# Phascum
Phascum là một chi rêu thuộc họ Pottiaceae.

## Loài
Catalogue of Life công nhận 5 loài thuộc chi này:
- Phascum beaugleholei I.G. Stone
- Phascum laticostum I.G. Stone
- Phascum longipilum I.G. Stone
- Phascum nepalense Brid.
- Phascum readerianum I.G. Stone